# Hemigasteraceae
Hemigasteraceae là một họ nấm thuộc bộ Agaricales. Họ nấm chỉ bao gồm một chi duy nhất là Hemigaster, và cũng chỉ chứa một loài duy nhất là H. candidus.